# Sergi Caballero
Sergi Caballero Mateo (Mataró, Barcelona, España, 8 de julio de 1998) conocido deportivamente como Sergi Caballero es un futbolista español que juega como lateral derecho. Actualmente forma parte del UE Vilassar de Mar de la Tercera División RFEF.

## Trayectoria deportiva
Sergi desarrolló su etapa formativa desde temprana edad en diferentes canteras del fútbol de España. Sus inicios fueron en el club de su ciudad natal, el Club Esportiu Mataró Escola de Futbol, para más tarde entrar en las categorías inferiores del Fútbol Club Barcelona. Después continuó su formación en las bases del Málaga Club de Fútbol llegando hasta el combinado U18 de Liga Nacional Juvenil de España. En la temporada 2016/2017, su última como juvenil, formó parte del Girona Fútbol Club U19 de la División de Honor Juvenil de España.
En la temporada 2017/2018, su primer año como senior, el Girona Fútbol Club cede al jugador por un curso uniéndose a las filas en primera instancia del Club de Futbol Gavà del grupo quinto de la Tercera División de España con el que disputó veinte encuentro oficiales, para a comienzos de enero de 2018 recalar en igual calidad de cedido al Palamós Club de Futbol del mismo grupo hasta finalizar el curso con catorce encuentros disputados en su segundo destino.
Para la temporada 2018/2019, ficha por un año en las filas del FC Santboià para competir en la Tercera División de España donde disputó 37 encuentros oficiales de liga.
Fue en la temporada 2019/2020 cuando firma contrato por dos temporadas pasando a formar parte de la Club de Futbol Pobla de Mafumet de Tercera División de España, siendo por aquel entonces filial del Club Gimnàstic de Tarragona, estuvo en dinámica de entrenamientos con el primer equipo y fue convocado en encuentros de Segunda División B de España. Renovó por un tercer curso en el club pobletano en el que disputó durante su estancia un total de cincuenta encuentros oficiales.
En enero de 2021 pasa a formar parte del Club de Futbol Peralada hasta final de temporada en la recién implantada categoría nacional de Tercera Federación donde compitió en 16 ocasiones en liga.
De cara a la temporada 2022/2023, en el primer tramo, ficha por la Unió Esportiva Sant Andreu de Tercera Federación, y en enero de 2023 firma contrato profesional con el FC Ordino para competir en la Primera División de Andorra, teniendo su debut oficial el 12 de febrero de 2023 en el encuentro correspondiente a la jornada 17 de liga ante la Unió Esportiva Engordany.
En la temporada 2023/2024 ficha por la UE Vilassar de Mar del quinto grupo de la Tercera División RFEF.

## Carrera deportiva

### Clubes
| Club                    | País    | Año               |
| ----------------------- | ------- | ----------------- |
| Girona Fútbol Club U19  | España  | 2016 - 2017       |
| Club de Futbol Gavà     | España  | 2017 - 2018       |
| Palamós CF              | España  | 2018              |
| FC Santboià             | España  | 2018 - 2019       |
| CF Pobla de Mafumet     | España  | 2019 - 2021       |
| Club de Futbol Peralada | España  | 2022              |
| UE Sant Andreu          | España  | 2022              |
| FC Ordino               | Andorra | 2023              |
| UE Vilassar de Mar      | España  | 2023 – Actualidad |